# Solskaskoven
Solska Skoven (polsk: Puszcza Solska) er et stort skovkompleks i den sydlige del af Lublin Voivodeship, omkring 100 km syd for Lublin, Polen. Det indtager et område nord for floden San og syd for Roztoczebakkerne. Skoven er en plantage, hovedsageligt af nåletræer. Dens samlede areal er 1.240 km2, hvilket gør den til den næststørste skov i Polen (Nedreschlesiske skov er den største). Indtil den sene middelalder var Solska-skoven forbundet med et andet enormt kompleks, Sandomierz-skoven, men skovrydning adskilte disse to komplekser fra hinanden.
Solska Skov er rig på landskabsparker (såsom Puszcza Solska Landskabspark), naturreservater og tørvemoser. De vigtigste floder, der krydser området, er Tanew, og Łada og hovedbyerne er Biłgoraj, Tomaszów Lubelski og Józefow . Skoven krydses af flere ruter, herunder hovedvejen nummer 17, som går fra Warszawa via Lublin til Lviv. Også en Zwierzyniec – Bełżec jernbanelinje går igennem den.